# Lipówiec (województwo wielkopolskie)
Lipówiec – osada leśna w Polsce położona w województwie wielkopolskim, w powiecie krotoszyńskim, w gminie Kobylin.
W okresie Wielkiego Księstwa Poznańskiego (1815-1848) miejscowość wzmiankowana jako Lipowiec należała do wsi większych w ówczesnym pruskim powiecie Krotoszyn w rejencji poznańskiej. Lipowiec należał do okręgu kobylińskiego tego powiatu i stanowił część majątku Kuklinów, którego właścicielem był wówczas Józef Chełkowski. Według spisu urzędowego z 1837 roku wieś liczyła 170 mieszkańców, którzy zamieszkiwali 12 dymów (domostw).
Katoliccy mieszkańcy Chmielnika należą do Parafii p.w. Świętej Trójcy w Lutogniewie.